# Miksu
Miksu (* 1. Dezember 1987 in Essen als Joshua Allery), ehemals Joshimixu, ist ein deutscher Musikproduzent und Songwriter. Miksu wurde bekannt durch die Arbeit mit Hip-Hop-Künstlern wie Sido, Bausa, Apache 207, Farid Bang, KC Rebell, Haftbefehl, Capital Bra, Loredana, T-Low und Summer Cem. Seit 2016 arbeitet er außerdem auch zunehmend mit Künstlern aus der Popmusik zusammen, wie bspw. Mike Singer und Howard Carpendale. Er steht seit 2015 bei Warner/Chappell Music unter Vertrag, wo er seit 2017 seine eigene Edition hält. Seine Produktionen entstehen häufig zusammen mit Macloud. Die erfolgreichsten Werke der beiden sind Sehnsucht und Nachts wach. Durch die Producer Tags in den produzierten Tracks erreichten sie gemeinsam größere Bekanntheit.

## Werdegang
Miksu erlangte früh Bekanntheit innerhalb der deutschen Hip-Hop-Szene und arbeitete mit den unterschiedlichsten Künstlern zusammen.
2011 produzierte er für den Rapper Casper den Song Kontrolle/Schlaf auf dessen Album XOXO, welches Platz eins der deutschen Albumcharts erreichte, und erhielt seine erste Goldene Schallplatte. Miksu ist auf vielen Deutschrap-Alben mit Beats vertreten, die auch in den deutschen Albumcharts Erfolge feiern konnten. So ist er z. B. auf den Alben Jung, brutal, gutaussehend 2 von Farid Bang und Kollegah, Fatamorgana & Abstand von KC Rebell und Karma & Deja Vu von Mike Singer vertreten, die alle mit Goldenen Schallplatten ausgezeichnet wurden.
Im Januar 2018 veröffentlichte Tipico die deutschlandweite TV-Kampagne „Nur wer mitspielt, ist mittendrin!“ mit der gesamten Mannschaft des FC Bayern München – Miksu produzierte die Musik zu dem Werbespot.

## Diskografie
Kollaboalben

| Jahr | Titel Musiklabel            | Höchstplatzierung, Gesamtwochen, AuszeichnungChartplatzierungen (Jahr, Titel, Musiklabel, Platzierungen, Wochen, Auszeichnungen, Anmerkungen) | Höchstplatzierung, Gesamtwochen, AuszeichnungChartplatzierungen (Jahr, Titel, Musiklabel, Platzierungen, Wochen, Auszeichnungen, Anmerkungen) | Höchstplatzierung, Gesamtwochen, AuszeichnungChartplatzierungen (Jahr, Titel, Musiklabel, Platzierungen, Wochen, Auszeichnungen, Anmerkungen) | Anmerkungen                                                |
| Jahr | Titel Musiklabel            | DE | AT | CH | Anmerkungen                                                |
| ---- | --------------------------- | --- | --- | --- | ---------------------------------------------------------- |
| 2021 | Futura Futura (GA)          | DE31 (2 Wo.)DE | AT15 (2 Wo.)AT | CH25 (1 Wo.)CH | Erstveröffentlichung: 23. April 2021 mit Macloud           |
| 2023 | Oops! Futura (GA)           | DE65 (1 Wo.)DE | AT28 (1 Wo.)AT | — | Erstveröffentlichung: 24. Februar 2023 mit Macloud & T-Low |
| 2023 | Teil vom Ganzen Futura (GA) | DE68 (1 Wo.)DE | AT64 (1 Wo.)AT | — | Erstveröffentlichung: 4. August 2023 mit Macloud           |

## Auszeichnungen
Deutscher Musikautorenpreis
- 2023: „Erfolgreichstes Werk 2022“ für Sehnsucht (mit Macloud und T-Low)[4]